# NGC 5210
NGC 5210 est une vaste galaxie spirale située dans la constellation de la Vierge. Sa vitesse par rapport au fond diffus cosmologique est de 7 131 ± 21 km/s, ce qui correspond à une distance de Hubble de 105,2 ± 7,4 Mpc (∼343 millions d'al). NGC 5210 a été découverte par l'astronome germano-britannique William Herschel en 1784.
La classe de luminosité de NGC 5210 est I et elle présente une large raie HI. Selon la base de données Simbad, NGC 5210 est une galaxie LINER, c'est-à-dire une galaxie dont le noyau présente un spectre d'émission caractérisé par de larges raies d'atomes faiblement ionisés.
Selon Abraham Mahtessian, NGC 5208 et NGC 5210 forment une paire de galaxies.